# Беляєва Альона Сергіївна
Альона Сергіївна Грязнова, до шлюбу Беляєва (рос. Алёна Сергеевна Грязнова; нар. 13 лютого 1992, Пушкіно, Саратовська область, Росія) — російська футболістка, воротарка «Мінська». Виступала за національну збірну Росії.

## Життєпис
Народилася 13 лютого 1992 року в Пушкіному Саратовській області.
У футбол грала з хлопчиками у дворі. У 16 років брат покликав її піти з ним у футбольну секцію. З того часу й зібралася команда дівчаток. Закінчивши школу, поїхала до міста вчитися. Там займалася футзалом (взимку) та футболом (влітку). У Саратові тренувалася у команді хлопчиків «Сокіл-Саратів», згодом — у жіночій команді «Віват-Волжанка».
У дорослому футболі почала виступати в клубі «Мордовочка», де провела чотири сезони у вищій лізі, зіграла 43 матчі. З 2015 року грала за «Чертаново». Фіналістка Кубку Росії 2017 року, срібна призерка чемпіонату 2018 року.
Перед початком сезону 2020 року стала гравцем новоствореного петербурзького «Зеніту», у першому сезоні зіграла 6 матчів, наступного — жодного.
Дебютувала у збірній Росії 5 квітня 2015 року у товариському матчі проти Кореї (0:1), зіграла повний матч. У грудні 2016 взяла участь у Міжнародному турнірі у Бразилії, зіграла у 3-му турі проти Коста-Ріки (3:1) та у матчі за 3-е місце проти Коста-Ріки (1:0). Учасниця фінального турніру чемпіонату Європи 2017 року, де у всіх матчах залишалася у запасі. Станом на січень 2020 року за збірну виступала в 2017 році, хоча викликалася до табору збірної й пізніше. Усього провела 9 матчів за національну команду.

## Досягнення
- Міжнародний турнір у Бразилії
  -  Бронзова призерка (1): 2016